# Боссе, Фёдор Эмильевич
Фёдор Эмильевич Боссе (9 мая 1861, Кронштадт, Российская империя — 1 сентября 1936, Лима, Перу) —  контр-адмирал российского императорского флота, участник русско-японской, Первой мировой и Гражданской в России войн.

## Биография
Родился в семье лютеранского пастора, немца Эмиля Боссе, который служил военным дивизионным лютеранско-евангелическим проповедником при церкви Св. Елизаветы и преподавал в мужской гимназии Кронштадта. Двоюродный брат Э. А. Боссе, двоюродный дядя Веры Стравинской.
- 1877 — Поступил в Морской корпус.
- После окончания Морского корпуса 27 марта 1882 присвоен чин мичман.
- 1894—1895 — Служил на эскадренном броненосце «Гангут».
- 1895—1897 — Служил на крейсере 2-го ранга «Забияка».
- 1897—1899 — Ревизор на мореходной канонерской лодке «Грозящий».
- 1901—1902 — Старший офицер учебного судна «Двина».
- 1902—1904 — Старший офицер эскадренного броненосца «Император Александр II».
- 1 января 1904 — Капитан 2-го ранга.
- 12 января 1904 — Командир миноносца «Решительный» в составе эскадры Тихого океана.
- 14 февраля 1904 — Прибыл в Порт-Артур.
- 25—26 февраля 1904 — Командовал отрядом из двух миноносцев («Решительный» и «Стерегущий») во время ночного поиска у островов Эллиот. Во время боя с превосходящими силами противника (4 миноносца и 2 крейсера) оставил потерявший ход «Стерегущий» и, прорвав с боем кольцо японских кораблей, привёл свой миноносец в Порт-Артур. При прорыве был ранен (всего в команде был 1 погибший и 16 раненых), но остался в строю. Находился под следствием, но после признания правильности его решения на прорыв адмиралами С. О. Макаровым и Е. И. Алексеевым был оправдан[2].
- 29 февраля 1904 — Списан на берег для лечения.
- 3 марта 1904 — Сдал командование.
- 18 марта 1904 — Отправлен для лечения в европейскую часть России.
- 11 октября 1904 — Флаг-капитан берегового штаба старшего флагмана 2-й дивизии.
- 25 марта 1907 — Командир судна «Работник» в охране Петергофского рейда.
- 26 марта 1909 — Переведен в береговой состав флота, приписан ко 2-му Балтийскому флотскому экипажу.
- 29 марта 1909 — Капитан 1-го ранга.
- 5 октября 1915 — Генерал-майор флота со старшинством с 29.3.1913.
- 1916 — Вышел в отставку с присвоением контр-адмиральского звания.

Во время Гражданской войны — в белогвардейских Вооружённых силах Юга России.
У Ф. Э. Боссе и его жены, Агнессы Юльевны, была единственная дочь Стелла (в замуж. Бок, Воробьева; 18 октября 1888–1930, Ницца). В первом браке жена Вильгельма (Юлий) Юльевича Бока (1888–1919, Красная Горка), морского офицера, лейтенанта (с 1913), участника Первой мировой и Гражданской войн (на северо-востоке).
Эвакуирован в феврале 1920 из Новороссийска в Салоники и затем, в Югославию на транспорте «Иртыш». С мая 1920 до лета 1921 — в Югославии. Жил в Германии (Кёнигсберг), Франции (Ницца). Оттуда перебрался в Латинскую Америку. Служил советником в военно-морских силах Перу. Участвовал в Перуано-колумбийской войне (1932—1933) в составе военно-морских сил Перу. Умер в Лиме (Перу).

## Награды
- Орден Святого Владимира IV степени с бантом (1899) за 20 проведенных компаний
- Орден Святого Станислава II степени (6.12.1901)
- Орден Святой Анны II степени с мечами (26.3.1904)
- Орден Святого Георгия IV степени (8.7.1907) «за прорыв сквозь неприятеля в свой порт»
- Орден Святого Владимира III степени (6.12.1912)
- Французский орден Почётного легиона офицерского креста (1913)
- Медаль «В память царствования императора Александра III» (1896)
- Медаль «В память коронации Императора Николая II» (1896)
- Серебряная медаль «В память русско-японской войны» (1906)
- Золотой знак за службу в морской охране (1906)
- Золотой знак в память окончания полного курса наук Морского Корпуса (1910)
- Наследственный нагрудный знак и медаль «В память 300-летия царствования дома Романовых» (1913)
- Нагрудный знак Крест «За Порт-Артур» (1914)
- Медаль «В память 200-летия морского сражения при Гангуте» (1915)